# Zetoborinae
Zetoborinae es una subfamilia de insectos blatodeos de la familia Blaberidae. Esta subfamilia comprende 47 especies divididas en 14 géneros.

## Géneros
Los 14 géneros de la subfamilia Zetoborinae son los siguientes:
- Alvarengaia
- Capucina
- Lanxoblatta
- Parasphaeria
- Phortioeca
- Phortioecoides
- Schistopeltis
- Schizopilia
- Schultesia
- Thanatophyllum
- Tribonium
- Tribonoidea
- Zetobora
- Zetoborella

El género que cuenta con más especies es Tribonium, con 11. El género Schultesia comparte denominación con un género de plantas fanerógamas.